# Rørosbanan
Rørosbanan (norska: Rørosbanen) är en 431 kilometer lång oelektrifierad järnväg i östra Norge. Den förbinder Hamar med Trondheim via Elverum och Røros. Järnvägen öppnades 13 oktober 1877 och är därmed Norges äldsta stambana (d.v.s. en järnväg som förbinder två olika norska landsdelar). Bygget av banan påbörjades 1862. Rørosbanen ansluter till Meråkerbanan, Dovrebanan och Solørbanan. Högsta punkten på banan är 670 meter över havet.
Persontrafiken körs sedan juni 2020 av SJ Norge.
Vid Åstaolyckan den 4 januari 2000 kolliderade två tåg vid Åsta i Åmot kommun på Rørosbanan, och 19 personer omkom. 67 personer överlevde olyckan. 

## Bildgalleri

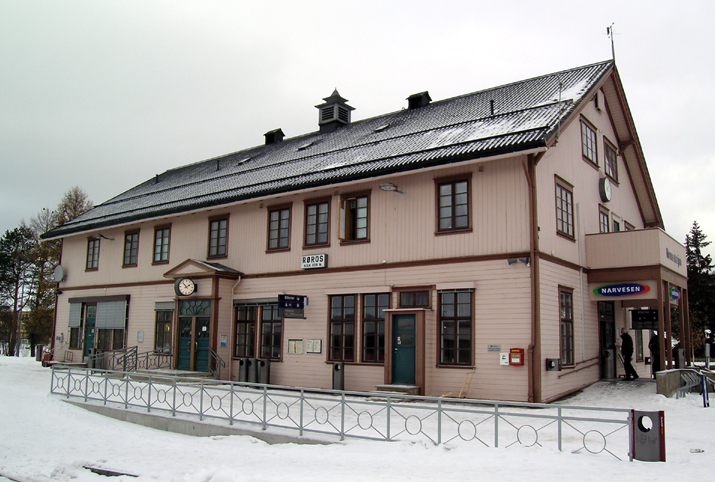
Røros station.
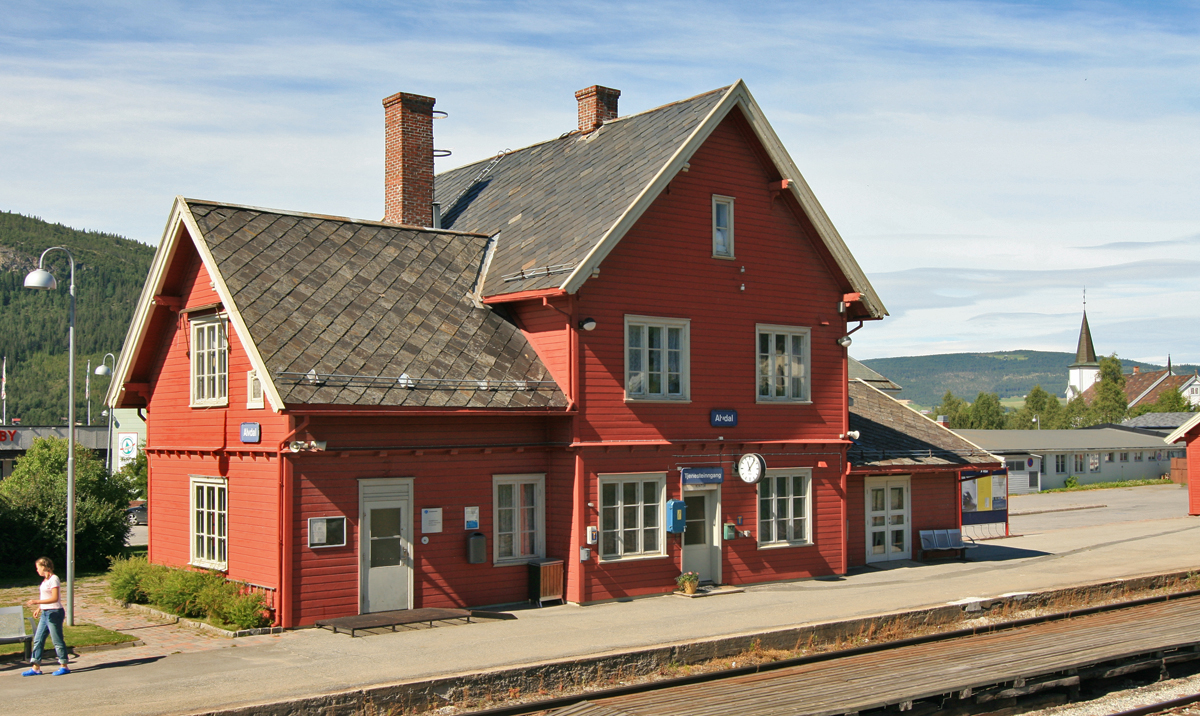
Alvdals station.
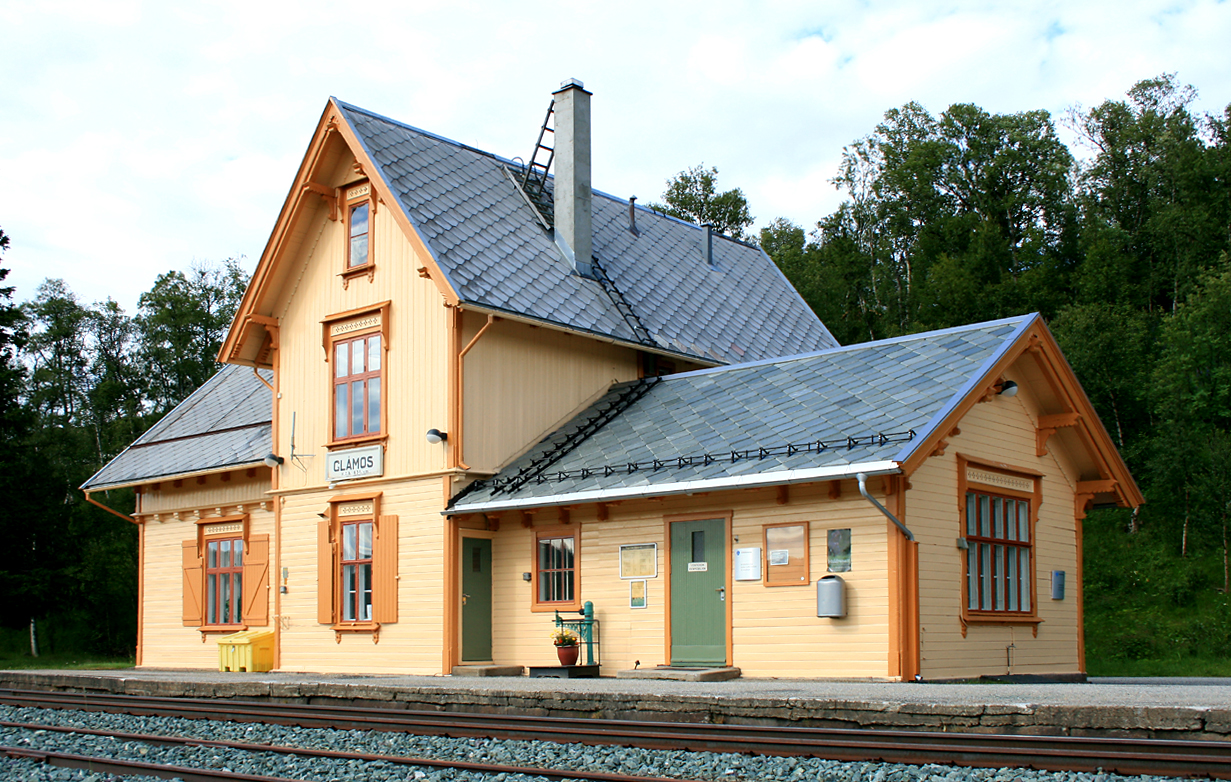
Glåmos station.
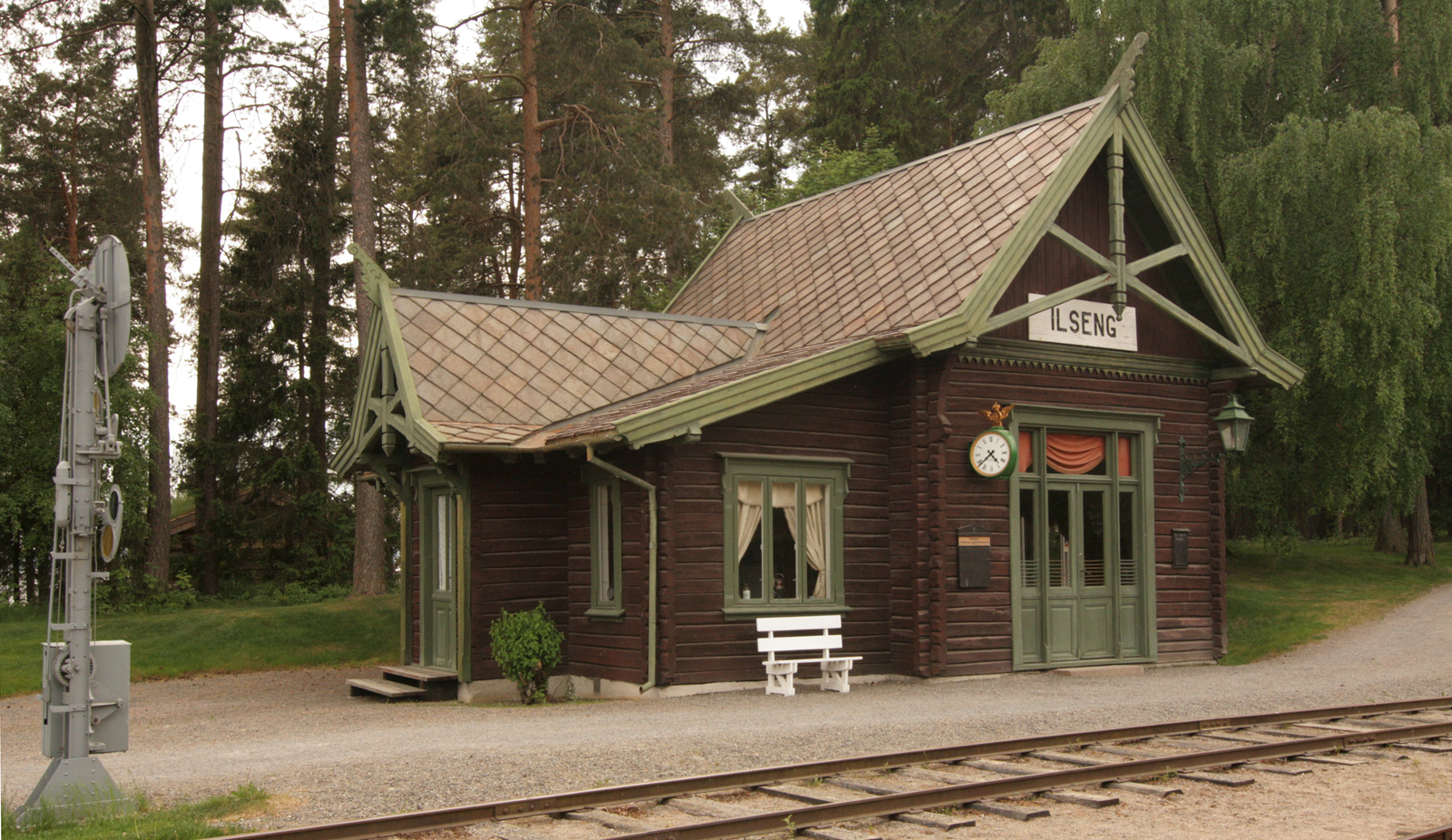
Ilsengs gamla station.